# Parlamento francês
O Parlamento da França é o órgão legislativo da República Francesa. É composto pela câmara alta, o Senado (Sénat), e pela câmara baixa, a Assembleia Nacional Francesa (Assemblée nationale). O primeiro parlamento francês foi instituído em 1791, tendo sido convocado na ocasião da elaboração da Constituição de 1791.

## Estrutura e Poder
Cada câmara realiza suas sessões em locais diferentes com suas próprias regulamentações. O Palácio do Luxemburgo é ocupado pelo Senado e o Palais Bourbon pela Assembleia Nacional. No entanto, ambas podem se reunir no mesmo lugar e nestas ocasiões são denominadas Congresso da França. O local de reunião do Congresso francês é o famoso Palácio de Versalhes.
O Parlamento se reúne durante 9 meses ao ano. Somente em circunstâncias especiais, o presidente pode reunir o Parlamento fora deste período. Contudo o poder do parlamento diminuiu com relação aos antigos poderes concedidos aos parlamentares durante as repúblicas anteriores. A Assembleia Nacional ainda pode depor um governante por meio de votação e o primeiro-ministro e os ministros devem ser do mesmo partido político e apoiados pela Assembleia. Quando o Presidente da França não pertence ao mesmo partido usa-se o termo coabitação.
O gabinete tem uma forte influência na agenda parlamentar e os membros desfrutam de imunidade parlamentar. Ambos as casas têm comitês que escrevem relatórios sobre variados tópicos. Se necessário eles podem abrir comissões parlamentares de inquérito com amplo poder investigativo.
O Parlamento francês, como um órgão legislativo, não deve ser confundido com os parlamentos do Antigo Regime da França que eram os tribunais de justiças com funções determinadas pelo chefe de estado.
O Parlamento, no sentido moderno do termo, surgiu durante a Revolução Francesa. A sua forma - unicameral, bicameral, ou multicameral - e suas funções tomaram formas diferentes ao longo dos diferentes regimes políticos e de acordo com as diferentes constituições.